# Парма
Парма (итал. Parma) је познати град на северу Италије. Парма је и други по величини град покрајине Емилије-Ромање у северном делу државе и главни град истоименог округа.
Парма је чувена је по својој архитектури и јакој традицији пољопривреде и прехрамбене индустрије. Универзитет у Парми је један од најстаријих у Италији.
Овде постоји ФК Парма.

## Порекло назива
Назив града везује се име староримског штита - Parma. Првобитно је тако назван поток, који данас дели град на два дела, а који је толико мали, да већим делом године пресуши.

## Географија
Парма се налази у на прелазу из средишње ка северној Италији. Од престонице Рима град је удаљен 470 км северно, а од Милана 125 км југоисточно.

### Рељеф
Парма се развила у јужном делу Падске низије. Град је у равничарском подручју, али се крајње северне планине Апенина налазе релативно близу града - 25 км јужно. Град се простире на висини од 57 m.

### Клима
Клима у Парми је измењено континентална клима са приметним утицајем са средоземне са мора. Стога је у лето веома топло, а зими је снег честа појава и веома је хладно у односу на већи део Италије јужно.

### Воде
Парма се налази на истоименом потоку, који је толико мали да често пресуши. Река По, као прва већа река, налази се 20 км северно од града.

## Историја
Град су највероватније основали Етрурци. Латински израз за округли штит је Parma. Римљани су заменили правоугаоне штитове округлима, по узору на Етрурце. Римска колонија је основана 183. п. н. е. заједно са Моденом. Населило се 2.000 породица. Град је уништен 44. п. н. е., а Октавијан Август га је поново изградио. Хунски вођа Атила је опљачкао град, а касније је припао Одоакару. Тотила га је разорио за време Готског рата. Постао је део византијског Равенског егзархата, а од 559. године је део Ломбардске краљевине.
За време средњег века Парма је постала важна на главном путу, који је повезивао Рим са северном Европом. Изграђено је неколико замака, болница и гостионица, да би се угостили бројни ходочасници на путу за Рим. Парма је дошла 774. године под франачку власт. Као и већина других градова данашње северне Италије номинално је била део Светог римског царства, а заправо су владали локални епископи. За време борби папа и царева Парма је обично била на страни царева. Два епископа из Парме су били антипапе.
У борби гвелфа и гибелина учествовала је и Парма. Дуго је била на страни царева, али папине присталице су добили контролу над градом 1248. године, па је Фридрих II, цар Светог римског царства опседао град. У бици код Парме Фридрих II је био поражен. Парма је 1341. године дошла под контролу Миланског војводства. Била је кратко време независна (1404—1409), па су Сфорце успоставиле контролу над градом (1440—1449) У то време настаје нови феудализам и граде се куле и замкови по граду и око њега. Између 14. и 15. века Парма је била у средишту Италијанских ратова. Ту се водила битка код Форнова. Французи су држали град од 1500. до 1521. године. Када су истерани странци Парма је припадала папској држави до 1545. године. Папа Павле III је одвојио Парму од папске државе. Створио је војводство Парме за свога незаконитога сина Пјера Лујђија Фарнезеа, чији наследници су владали Пармом до 1731. године, када је умро последњи мушки наследник линије Фарнезе. Војводство Парме и Пјаченце је 1731. године предано династији Бурбона. Под новим владарима Парма је лагано назадовала. Све уметничке колекције из војводских палата Парме су 1734. године пресељене у Напуљ. После мира у Ахену 1748. године. Парма је била под француским утицајем. Постала је модерна држава и створена је база модерне индустрије.
Наполеонова Француска је анектирала 1802. године војводство Парму. Поново је 1814. године успостављено војводство. На Бечком конгресу 1815. године. Наполеонова жена Марија Лујза је добила војводство на доживотно управљање. Када је Марија Лујза 1847. године умрла војводство је прешло под Бурбоне. После Сардинијске победе против Аустрије Бурбони су истерани 15. септембра 1859. године. Парма је постала део веће регије са Моденом и Тосканом. Након плебисцита 1860. године постала је део уједињене краљевине Италије. Када је престала бити политичко седиште настала је економска и социјална криза. Први пример отпора фашизму у Италији био је 1922. године. У Парми, а током Другог светског рата Парма је била средиште партизанског отпора. Савезници су бомбардовали град 1944. године, али није то било бомбардовање целог града, него дела око железничке станице.

## Клима
| Клима (Парма)              | Клима (Парма) | Клима (Парма) | Клима (Парма) | Клима (Парма) | Клима (Парма) | Клима (Парма) | Клима (Парма) | Клима (Парма) | Клима (Парма) | Клима (Парма) | Клима (Парма) | Клима (Парма) | Клима (Парма) |
| Показатељ \ Месец          | .Јан.         | .Феб.         | .Мар.         | .Апр.         | .Мај.         | .Јун.         | .Јул.         | .Авг.         | .Сеп.         | .Окт.         | .Нов.         | .Дец.         | .Год.         |
| -------------------------- | ------------- | ------------- | ------------- | ------------- | ------------- | ------------- | ------------- | ------------- | ------------- | ------------- | ------------- | ------------- | ------------- |
| Средњи максимум, °C (°F)   | 4,1 (39,4)    | 7,5 (45,5)    | 13,2 (55,8)   | 18,0 (64,4)   | 22,8 (73)     | 27,3 (81,1)   | 30,1 (86,2)   | 29,3 (84,7)   | 24,8 (76,6)   | 17,8 (64)     | 10,3 (50,5)   | 5,4 (41,7)    | 30,1 (86,2)   |
| Средњи минимум, °C (°F)    | −1,5 (29,3)   | 0,4 (32,7)    | 4,5 (40,1)    | 8,3 (46,9)    | 12,5 (54,5)   | 16,3 (61,3)   | 18,6 (65,5)   | 18,2 (64,8)   | 15,0 (59)     | 10,1 (50,2)   | 4,8 (40,6)    | 0,4 (32,7)    | −1,5 (29,3)   |
| Количина падавина, mm (in) | 57 (22,4)     | 55 (21,7)     | 65 (25,6)     | 76 (29,9)     | 73 (28,7)     | 56 (22)       | 37 (14,6)     | 48 (18,9)     | 67 (26,4)     | 96 (37,8)     | 84 (33,1)     | 63 (24,8)     | 777 (305,9)   |
| [ тражи се извор ]         |               |               |               |               |               |               |               |               |               |               |               |               |               |

## Становништво
Према резултатима пописа становништва 2011. у општини је живело 175.895 становника.
| 1931.   | 1936.   | 1951.   | 1961.   | 1971.   | 1981.   | 1991.   | 2001.   | 2011.   |
| ------- | ------- | ------- | ------- | ------- | ------- | ------- | ------- | ------- |
| 106.400 | 109.365 | 122.978 | 147.368 | 175.228 | 179.019 | 170.520 | 170.031 | 175.895 |

Године 2008. Парма је имала преко 180.000 становника, два и по пута више него на почетку 20. века, али исто као 1980. године. Стагнирање становништва током протеклих деценија узроковано је приметним пресељењем становништва (махом младих породица) у мирнија предграђа са вишим квалитетом живота. Ово се одражава и на градско становништво, које је све старије и са ниским природним прираштајем. Треба споменути и бројно привремено становништво у виду бројне студентске популације.
Град данас има значајан удео имигрантског становништва, досељеника из свих крајева света.

## Привреда
Парма је велико индустријско средиште у коме је јако развијена прехрамбена индустрија. Највећи индустријски гигант из Парме је млекарска индустрија „Пармалат”, позната широм света. Важност града као светски важног средишта прехрамбене индустрије види се и из тога да је у Парми седиште Европског надлештва за безбедност хране.

## Знаменитости
- романичка катедрала са делима Антонија Коређа[3]
- крстионица из 1196. године је један од најзначајнијих средњовековних споменика Европе
- Црква светог Јована Јеванђелисте грађена између 1498. године и 1510. године. Има барокну фасаду. Коређо је насликао 1520-22. чувену „Визију светог Јована Јеванђелисте”.
- Манастир светог Павла
- стара болница (1201. г.)
- Палата Пилота (1583. г.) у којој се налазе академија лепих уметности, палатинска библиотека, национална галерија, археолошки музеј
- музеј Ломбарди

## Чувени људи из Парме
- Бернардо Бертолучи
- Ђузепе Верди
- Артуро Тосканини
- Антонио да Коређо
- Микеланђело Анселми

## Партнерски градови
- Вормс
- Шиђаџуанг
- Бург ан Брес
- Тур
- Љубљана
- Сегедин
- Монктон
- Гвадалахара

## Галерија
- Градска катедрала
- Палата гувернера ноћу
- Крстионица у Парми
- Фарнезијева палата дела Пилота